# Bourreria baccata
Bourreria baccata är en strävbladig växtart som beskrevs av Constantine Samuel Rafinesque. Bourreria baccata ingår i släktet Bourreria och familjen strävbladiga växter. Inga underarter finns listade i Catalogue of Life.